# Carex rugata
Carex rugata är en halvgräsart som beskrevs av Jisaburo Ohwi. Carex rugata ingår i släktet starrar, och familjen halvgräs. Inga underarter finns listade i Catalogue of Life.